# 3FM Serious Request 2014
3FM Serious Request 2014 was de elfde editie van Serious Request, de jaarlijks terugkerende actie van de Nederlandse radiozender 3FM waarbij geld wordt ingezameld voor projecten van het Rode Kruis. Het doel van deze editie was het helpen van meisjes en vrouwen die slachtoffer zijn geworden van seksueel geweld in conflictgebieden. De editie vond plaats van donderdag 18 tot en met woensdag 24 december 2014 op de Grote Markt in Haarlem.

## Doel
Op 27 mei 2014 maakte Eric Corton bekend in GIEL dat het doel van dit jaar is om geld in te zamelen voor meisjes en vrouwen die slachtoffer zijn geworden van seksueel geweld in conflictgebieden. Onder het motto Hands off our girls willen 3FM en het Rode Kruis meewerken aan het terugdringen van dit geweld.

## Voorgeschiedenis
- Op 27 mei 2013 werd door 3FM-zendermanager Wilbert Mutsaers in het programma van Coen Swijnenberg en Sander Lantinga bekendgemaakt dat het glazen huis in december 2014 op de Grote Markt in Haarlem zal staan.[3]
- Giel Beelen ging dit jaar niet het Glazen Huis in, zo maakte hij bekend op 7 oktober 2014. Gedurende de week ging hij op zoek naar acties in de stad.[4]
- Op 30 oktober 2014 werd bekendgemaakt dat Jacqueline Govaert het themanummer, dat de titel Make More Sound draagt, zou schrijven.[5] Het lied komt naar verwachting uit op 24 november.
- Op 11 november 2014 werd bekendgemaakt dat Gerard Ekdom, Domien Verschuuren en Coen Swijnenberg het Glazen Huis ingingen.[6]
- Op 24 november werd bij Giel Beelen in de ochtendshow de themasong voor het eerst ten gehore gebracht.
- Op 4 december ging de televisiespot, die ingesproken werd door Eric Corton, in premiere.[7]
- Op 8 december werd bij Giel Beelen in de ochtendshow de veilingsite geopend.[8]

### Alle kandidaatsteden
| Kandidaatstad  | Provincie     |
| -------------- | ------------- |
| Haarlem        | Noord-Holland |
| Heerlen        | Limburg       |
| Roermond-Weert | Limburg       |

## Tijdschema
Hieronder volgt het tijdschema van Serious Request 2014.
| Dag       | Dag       | 02.00–06.00 Graveyardshift | 06.00–10.00 | 10.00–14.00 | 14.00–18.00                                                       | 18.00–22.00                                                          | 22.00–02.00                                                          | Nachtkracht        |                          | Stand (rond 20.30) |
| --------- | --------- | -------------------------- | ----------- | ----------- | ----------------------------------------------------------------- | -------------------------------------------------------------------- | -------------------------------------------------------------------- | ------------------ | ------------------------ | ------------------ |
| 1         | do 18 dec | —                          | —           | —           | 16.00–19.00 Sander en Rámon met de Coen en Sander Show warming-up | 19.00–20.30 Warming-up met Sander 20.30–02.00 Coen, Domien en Gerard | 19.00–20.30 Warming-up met Sander 20.30–02.00 Coen, Domien en Gerard | Guus Meeuwis       | —                        |                    |
| 2         | vr 19 dec | Domien                     | Gerard      | Domien      | Coen                                                              | Domien                                                               | Gerard                                                               | Jacqueline Govaert | €1.125.334               |                    |
| 3         | za 20 dec | Coen                       | Gerard      | Domien      | Coen                                                              | Gerard                                                               | Coen                                                                 | Johnny de Mol      | € 2.402.675              |                    |
| 4         | zo 21 dec | Domien                     | Gerard      | Domien      | Coen                                                              | Domien                                                               | Gerard                                                               | Nick en Simon      | € 3.218.294              |                    |
| 5         | ma 22 dec | Coen                       | Gerard      | Domien      | Coen                                                              | Gerard                                                               | Coen                                                                 | Kensington         | € 4.588.750              |                    |
| 6         | di 23 dec | Domien                     | Gerard      | Domien      | Coen                                                              | Gerard                                                               | Domien                                                               | Jett Rebel         | € 6.301.612              |                    |
| 7         | wo 24 dec | Coen                       | Gerard      | Domien      | Coen                                                              | 16.00–21.30 Coen, Domien en Gerard                                   | —                                                                    | —                  | € 8.650.014 (rond 17.55) |                    |
| Eindstand | Eindstand | Eindstand                  | Eindstand   | Eindstand   | Eindstand                                                         | Eindstand                                                            | Eindstand                                                            | Eindstand          | Eindstand                | € 12.380.438       |

## Meest aangevraagde liedjes
Tussenstanden werden dagelijks rond 17.45 uur bekendgemaakt.
| Dag       | Nummer 1                                    | Nummer 2                               | Nummer 3                              |
| --------- | ------------------------------------------- | -------------------------------------- | ------------------------------------- |
| vr 19 dec | AronChupa - I'm an Albatraoz                | Mark Ronson & Bruno Mars - Uptown Funk | Claudia de Breij - Mag ik dan bij jou |
| za 20 dec | Gary Fomdeck - I'll Be There This Christmas | AronChupa - I'm an Albatraoz           | Claudia de Breij - Mag ik dan bij jou |
| zo 21 dec | Gary Fomdeck - I'll Be There This Christmas | AronChupa - I'm an Albatraoz           | Claudia de Breij - Mag ik dan bij jou |
| ma 22 dec | Gary Fomdeck - I'll Be There This Christmas | Claudia de Breij - Mag ik dan bij jou  | AronChupa - I'm an Albatraoz          |
| di 23 dec | Gary Fomdeck - I'll Be There This Christmas | Claudia de Breij - Mag ik dan bij jou  | Galantis - Runaway (U & I)            |
| wo 24 dec | Gary Fomdeck - I'll Be There This Christmas | Galantis - Runaway (U & I)             | Claudia de Breij - Mag ik dan bij jou |

## Andere dj's
Tijdens deze editie van Serious Request zijn de overige dj's ook actief bezig rondom het glazen huis. Zo worden er acties gehouden voor het goede doel en zijn er dj's actief rondom het glazen huis met bijvoorbeeld televisie-updates.

### Acties voor het goede doel
| Dj's | Actie                                                       | Opbrengst    |
| --- | ----------------------------------------------------------- | ------------ |
| Giel Beelen | Circus Request in het Patronaat Haarlem                     | € 79.033,35  |
| Giel Beelen en vele bandjes, zangers/zangeressen uit Haarlem                                                                      | Gitaarlem                                                   | € 142.500,00 |
| Sander Lantinga, Paul Rabbering, Rámon Verkoeijen, Frank van der Lende, Sander Hoogendoorn, Barend van Deelen en Wijnand Speelman | Voetbalwedstrijd tussen het 3FM-team en het RTL-sterrenteam | € 12.467,00  |
| Rámon Verkoeijen en Sander Lantinga                                                                                               | Klusjesmannen                                               | n.b.         |
| Joram Kaat, Jorien Renkema, Harm den Besten, Thijs Maalderink, Tomas Delsing en Herman Hofman                                     | In de nacht van 11 op 12 december verschillende acties      | € 5.579,11   |
| Barend van Deelen en Wijnand Speelman                                                                                             | Tegen betaling een diner organiseren                        | n.b.         |
| Tomas Delsing en Miranda van Holland                                                                                              | Benefietavonden/huiskamerconcerten                          | n.n.b.       |

### Verslaggeving
| Dj's                                        | Actie                                                                                 |
| ------------------------------------------- | ------------------------------------------------------------------------------------- |
| Eric Corton                                 | Reportages vanuit Colombia                                                            |
| Timur Perlin                                | Actief in het callcenter                                                              |
| Sander Hoogendoorn                          | Actief op het plein                                                                   |
| Michiel Veenstra                            | 'Surprise Request', samen met artiesten mensen overvallen met een verrassingsoptreden |
| Annemieke Schollaardt en Roosmarijn Reijmer | Serious Request Journaal (NPO 1)                                                      |
| Joram Kaat en Herman Hofman                 | Serious Updates op de radio                                                           |
| Winfried Baijens                            | Verslaggever avonduitzending NPO 3                                                    |
| Frank van der Lende                         | Kom-in-actie-projecten                                                                |
| Paul Rabbering                              | Verslag van andere glazen huizen                                                      |
| Giel Beelen                                 | Verslag van acties in de stad Haarlem                                                 |

### Voetbalwedstrijd
De voetbalwedstrijd tussen Team 3FM en RTL Sterrenteam vond plaats zaterdag 21 december. Enzo Leeuwerke won net als in 2013 de veiling voor een plek in Team 3FM.